# کلارکس گرین (پنسیلوانیا)
کلارکس گرین (انگلیسی: Clarks Green) یک بخش در شهرستان لاکاوانا، پنسیلوانیا است. در سرشماری سال ۲۰۱۰، جمعیت آن ۱٬۴۷۶ تن بود.